# Abrevadero

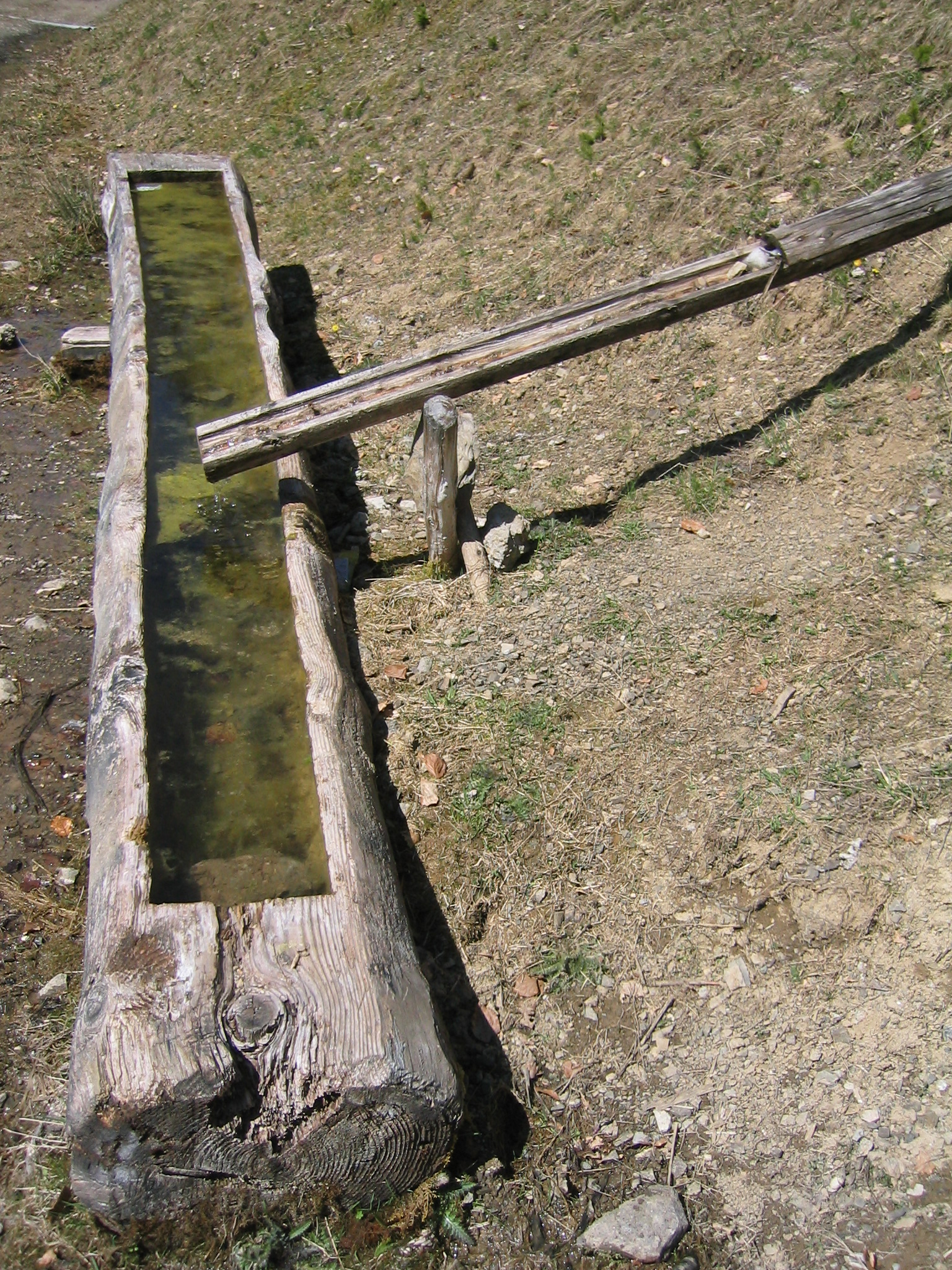
Abrevadero de montaña

Un abrevadero es un recipiente en forma de pilón o artesa, para dar de beber al ganado. Asimismo se denomina abrevadero al «paraje o lugar donde se abreva». Corripio da como sinónimos «artesa, pila y meandro», y lo emparenta con receptáculo y río. También se consideran abrevaderos naturales las vías o masas de agua (arroyos, ríos, charcas, lagos, etcétera). Algunos abrevaderos antiguos de cuidadas sillerías o integrados en fuentes históricas tienen un valorado porte monumental.

## Modelos artificiales, rurales y de pastoreo
Aunque a partir del siglo xx se ha industrializado la fabricación de muy diversos tipos de recipientes para abrevar, en contextos rurales pueden encontrarse primitivos abrevaderos aprovechando vías de agua o maderos, creando una estructura de pilas comunicadas o recogidos en una explanada en pendiente, empedrada y cerrada, a la que se conduce el agua.

## Tipología
Asociados a manantiales y fuentes, los abrevaderos pueden presentar diversa tipología, así por ejemplo (posar sobre la imagen para leer identificación):

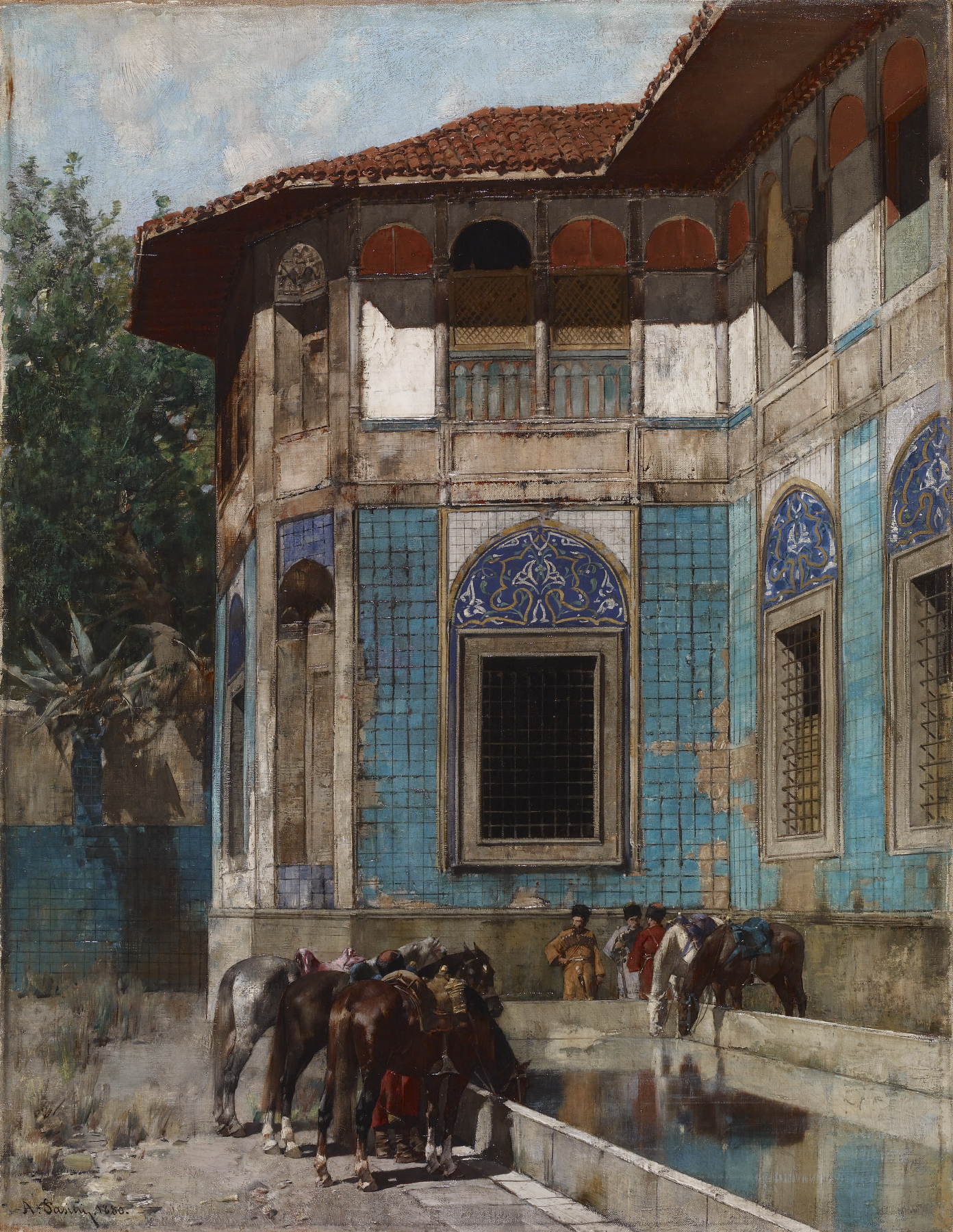
Abrevadero sirio en un cuadro de Alberto Pasini de 1880 (Galería Walters)
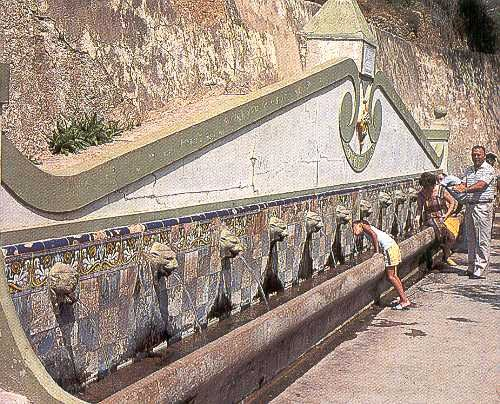
Abrevadero de la Fuente del Hierro en Castellón (España)
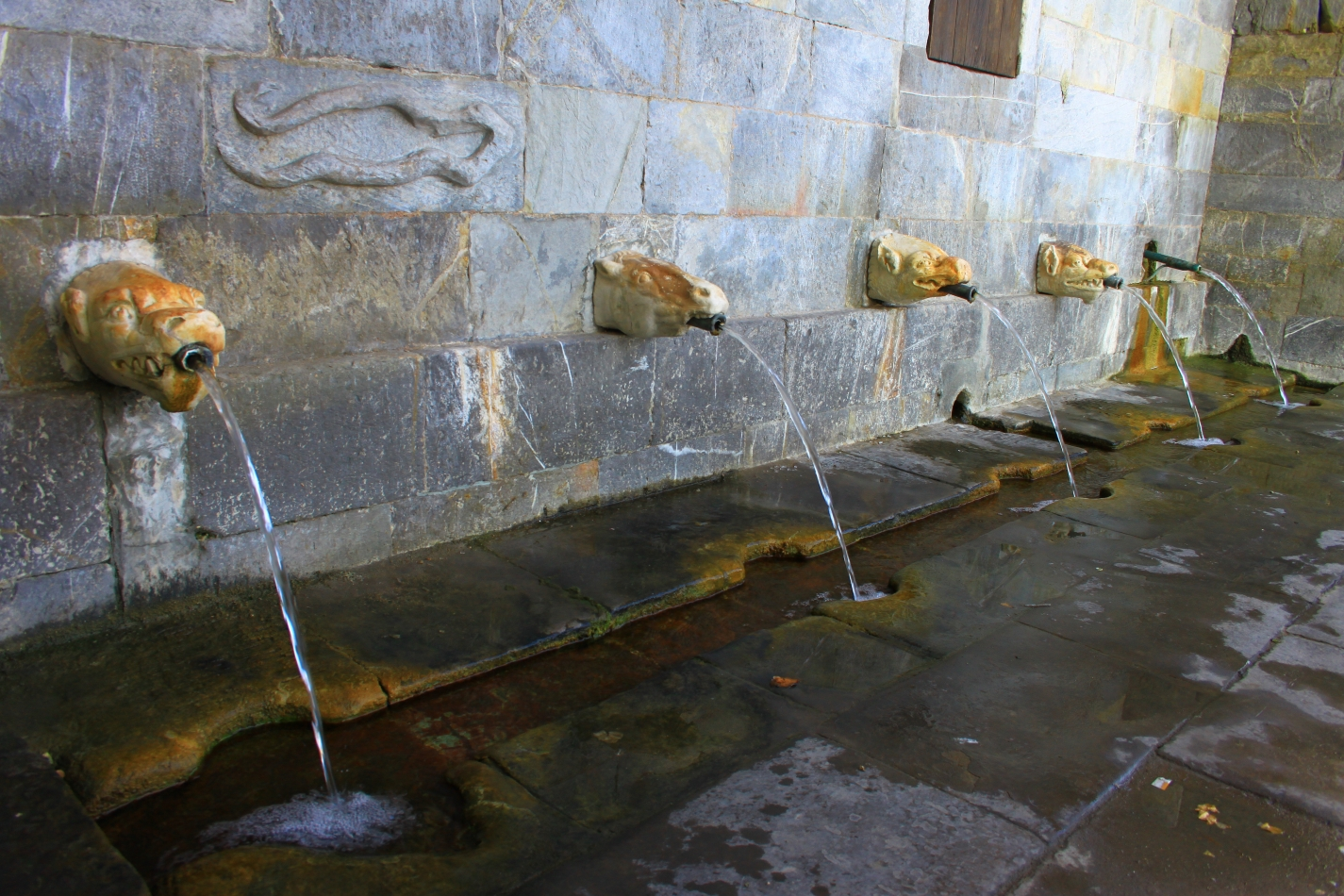
Abrevadero toscano de la «Fonti di Marina di Piombino» en Livorno (Italia)
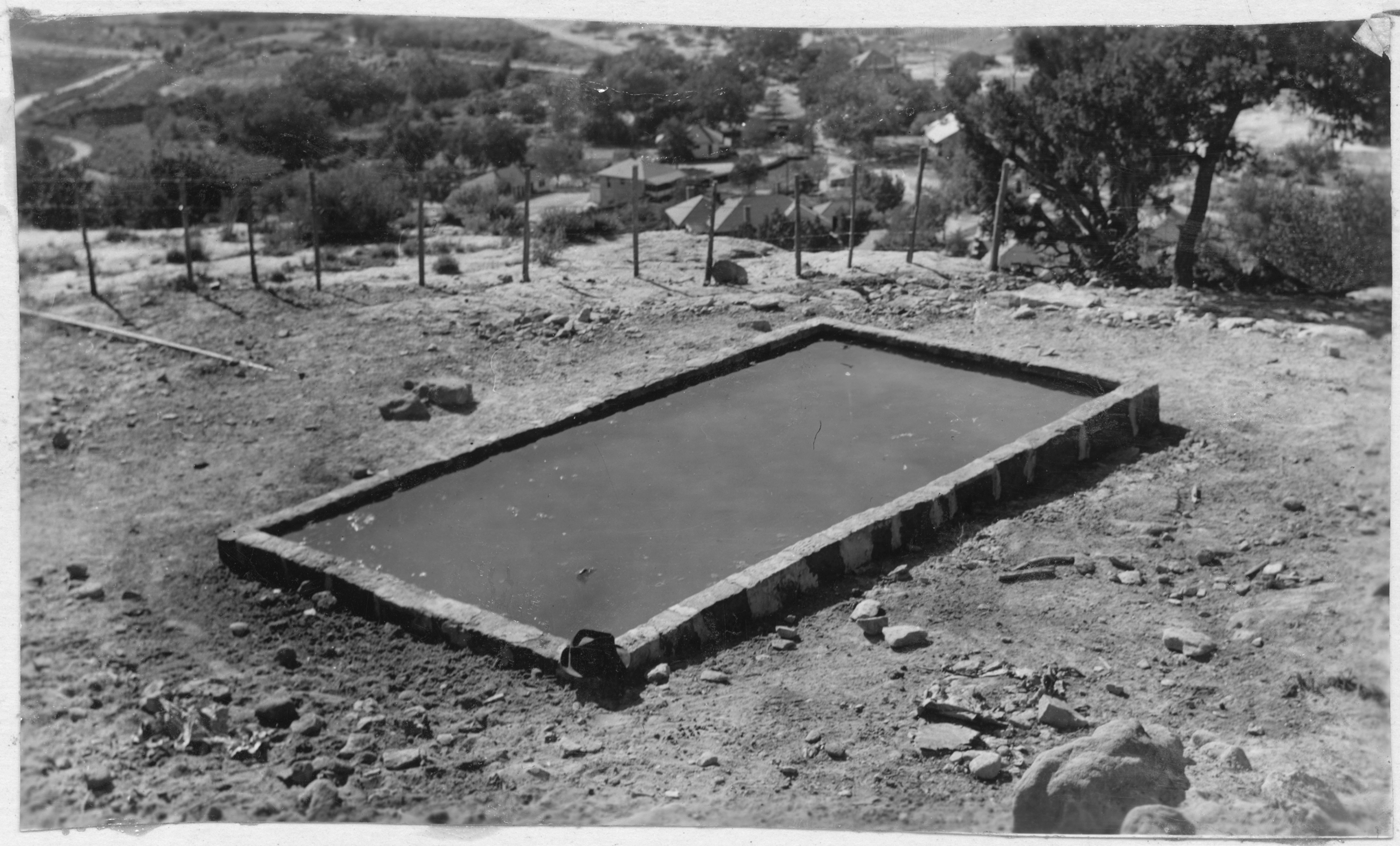
Abrevadero en una reserva de nativos estadounidenses (foto de 1950)
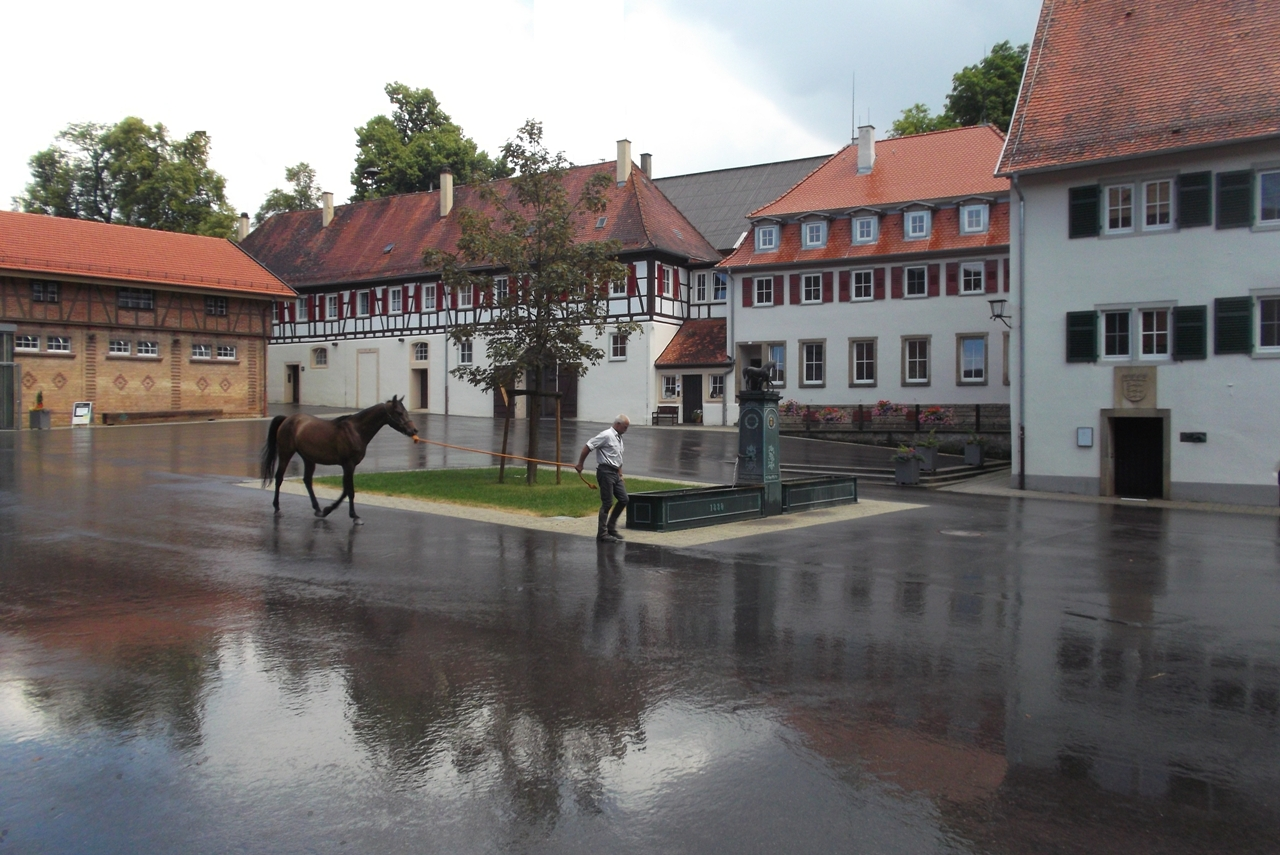
Abrevadero germano conservado en Baden-Württemberg